# Barkevious Mingo
(en) Statistiques sur pro-football-reference
Barkevious Levon Mingo, né le 4 octobre 1990 à Belle Glade (Floride), est un joueur américain de football américain. Il joue au poste de linebacker dans la National Football League (NFL).

## Biographie

### Jeunesse
Mingo est né à Belle Glade. Il déménage ensuite en Louisiane où il étudie à la West Monroe High School de West Monroe. Il évolue avec l'équipe de football américain des Rebels de West Monroe. Les sites spécialisés dans le football lycéen, Rivals.com et Scout.com, le classent quatre étoiles sur cinq.

### Carrière universitaire
Il intègre l'université d'État de Louisiane en 2009 et commence des études en administration sportive. Mingo débute avec les Tigers de LSU en 2010. Il débute comme remplaçant avant de devenir progressivement titulaire, place qu'il obtient en 2012. Pour sa dernière saison universitaire, il réalise 38 plaquages, 8,5 plaquages pour des pertes et 4,5 sacks. Il est le joueur de LSU qui a fait le plus de pression sur le quarterback (hurries) de la saison 2012.
Le 7 janvier 2013, Mingo annonce qu'il renonce à sa dernière année universitaire pour s'inscrire à la draft de la NFL.

### Carrière professionnelle
Barkevious Mingo est sélectionné au premier tour de la draft 2013 de la NFL par les Browns de Cleveland, au sixième rang.
Après trois saisons avec les Browns, il est échangé aux Patriots de la Nouvelle-Angleterre contre une sélection de cinquième tour pour la draft de 2017. Malgré un rôle réduit, en étant principalement utilisé sur les unités spéciales, il remporte le Super Bowl LI après la victoire des Patriots sur les Falcons d'Atlanta.
Il signe en mars 2021 avec les Falcons d'Atlanta. Après avoir été arrêté pour indécence et contact sexuel avec une personne mineure le 10 juillet 2021, les Falcons mettent aussitôt fin à son contrat.

## Trophées et récompenses
- Équipe des freshman (nouveaux joueurs) de la conférence SEC 2010 selon les entraîneurs
- Une fois joueur de ligne défensive de la conférence SEC de la semaine en 2011 (pour le match contre les Tigers d'Auburn)
- Seconde équipe de la conférence SEC 2011 selon l'Associated Press
- Seconde équipe de la conférence SEC 2012 selon l'Associated Press et les entraîneurs